# Vasilij Mihajlovič Najdjenko
Vasilij Mihajlovič Najdjenko, sovjetski častnik, vojaški pilot, letalski as in heroj Sovjetske zveze, * 7. december 1915, Krivoj Rog, † 13. januar 1969, Leningrad.
Najdjenko je v svoji vojaški službi dosegel 18 samostojnih in 13 skupnih zračnih zmag (nekateri viri navajajo 17+19 oz. 22+35 zmag) v več kot 500 bojnih poletih.

## Življenjepis
Med špansko državljansko vojno je dosegel 3 samostojne in 6 skupnih zračnih zmag.
Med sovjetsko-japonsko mejno vojno leta 1939 je bil pripadnik 22. lovskega letalskega polka, kjer je dosegel 5 zračnih zmag.
Nato je sodeloval še v zimski vojni (zdaj v 25. lovskem letalskem polku), kjer pa je dosegel 4 samostojne zračne zmage.
Med drugo svetovno vojno je bil pripadnik 126. lovskega letalskega polka zračne obrambe; med vojno je dosegel 6 samostojnih in 7 skupnih zračnih zmag.

## Odlikovanja
- heroj Sovjetske zveze